# فيسنتي لوبيز
فيسنتي لوبيز (بالإسبانية: Vicente López Portaña) (و. 1772 – 1850 م) هو رسام إسباني، ولد في بلنسية، توفي في مدريد، عن عمر يناهز 78 عاماً.

## مناصب
تولى منصب رسام البلاط.

## التعليم
تعلم في الأكاديمية الملكية للفنون الجميلة في سان فرناندو ‏.